# Lichenopeltella peltigericola
Lichenopeltella peltigericola är en lavart som först beskrevs av David Leslie Hawksworth, och fick sitt nu gällande namn av R. Sant. 1993. Lichenopeltella peltigericola ingår i släktet Lichenopeltella och familjen Microthyriaceae.  Arten är reproducerande i Sverige. Inga underarter finns listade i Catalogue of Life.